# Motimogastas
Motimogastas je pleme američkih Indijanaca porodice Diaguitan, nastanjeno u rano hispansko doba u dolini Viejo kod San Isidra, na području današnje provincije Catamarca u Argentini. U istoj dolini bila su nastanjena i njima srodna plemena Polcos i Autigastas. 